# هنري سينجر
هنري سينجر (بالإنجليزية: Henry Singer)‏ هو صانع أفلام وثائقية أمريكي، ولد في 1957.

## وصلات خارجية
- هنري سينجر على موقع IMDb (الإنجليزية)
- هنري سينجر على موقع قاعدة بيانات الفيلم (الإنجليزية)